# Mine d'or de Bre-X Busang
L'affaire de la Mine d'or de Bre-X Busang est un scandale financier prenant place au Canada en 1997, caractéristique des engouements spéculatifs sur la Bourse de Vancouver. 

## Histoire
L'entreprise Bre-X a été créée en 1989 à Calgary par David Walsh, un spécialiste des penny stocks qui avait précédemment fait faillite dans le pétrole. Il rachète quelques années plus tard un permis d'exploration dans la jungle de Bornéo et place John Felderhof comme chef géologue, ainsi que Michael de Guzman chargé du développement des affaires. À coups d'effets d'annonce, l'action passe de 0,28 $ à 53 $ en un an sur la bourse de Vancouver. En 1996, la société est valorisée à 6 milliards de dollars. À la suite de tentatives de rachat de la mine par Barrick Gold, Bre-X ne parvient à en conserver que 45 %, et le régime indonésien parvient à s'approprier 40 % de la mine,.
En 1997, la petite compagnie minière canadienne Bre-X, qui devait ouvrir une mine d'or à Busang, dans le centre de l'île de Bornéo, en Indonésie, déclencha un envol des cours tellement effréné que la société, qui n'avait pas encore extrait un gramme d'or, fut valorisée en bourse pour près de 20 milliards de dollars. La banque d'affaires Lehman Brothers recommanda d'acheter des parts de la « découverte d'or du siècle ». Egizio Bianchini, un éminent analyste financier canadien, et la banque J.P. Morgan recommandent également d'investir dans le projet minier.
Son site aurifère mystérieux est interdit à la presse. Il est enfoui au cœur de la jungle indonésienne. D'après les tests et échantillons il est censé contenir quelque 200 millions d'onces d'or (4 000 tonnes d'or), soit le gisement « le plus riche jamais découvert au XXe siècle ». En réalité, cette mine ne contenait pas d'or, causant ainsi la ruine de milliers d'investisseurs canadiens et américains qui se ruèrent sur les actions de Bre-X Minerals, confondant l'éclat de la réussite de l'entreprise canadienne avec celui du métal précieux. La mine indonésienne était exploitée en partenariat avec le géant minier Freeport.
L'enquête montra que les forages de la future mine avaient été frauduleusement "salés" - ajout d'or dans les carottes pour simuler sa présence  - et ne contenaient aucun métal précieux. John Felderhof aurait lui-même salé les échantillons avec son alliance en or, et acheté de l'or aux producteurs locaux pour les ajouter aux échantillons qui suivirent. Ceci fit s'effondrer le cours de Bourse et jeta le discrédit sur la Bourse de Vancouver et ses très nombreuses sociétés minières junior (encore au stade de l'exploration). Le corps du géologue de la société, Michael de Guzman, tombé d'un hélicoptère, fut retrouvé en pleine jungle dévoré par des bêtes sauvages, mais identifié par ses vêtements.  Pour certains, celui-ci aurait simulé son décès afin de masquer sa fuite.
La société Bre-X Minerals avait servi de coquille vide pour une « arnaque plaquée or », titra le quotidien français La Tribune. L'analyste Paul Carmel, de la firme de courtage Bunting Warburg avait insisté dans ses études sur « la facilité du traitement du minerai, la continuité de la structure minéralisée et le faible ratio d'extraction de la roche stérile ».
David Walsh meurt d'une rupture d'anévrisme un an après le scandale. Felderhof fut accusé de délit d'initié puis innocenté en 2007. Au total, Walsh, de Guzman et Felderhof ont généré 100 millions de dollars avec cette fraude.